# 이,기적인 남자
"이,기적인 남자"는 2018년에 개봉한 대한민국의 영화이다. 

## 캐스팅
- 박호산 : 재윤 역
- 최유하 : 미현 역
- 조은빛 : 지수 역
- 황성준 : 석이 역
- 김주희 : 정 선생 역
- 홍윤희 : 순자 / 재윤 모 역
- 김근수 : 모텔 직원 역